# Department
Department (vysl. departmán) je anglický výraz pro vnitřní organizační jednotky, do češtiny často bez překladu přejímaný pro označení úseku, odboru nebo oddělení ve státním úřadu i celých státních úřadů typu ministerstev, pojímaných jako oddělení vlády, dále pro označení organizačních útvarů určitého stupně v armádě, námořnictvu, policii, hasičstvu nebo v různých obchodních nebo neziskových organizacích, na univerzitách atd. zejména v USA. V angličtině se tak navíc označují i například oddělení v obchodním domě (department store).
Úřady obdobné ministerstvům se tímto slovem označují ve Spojených státech amerických, Kanadě, Australském svazu, Spojeném království Velké Británie a Severního Irska a ve Švýcarsku.

## Související výraz „departement“
Významné i některé další slovníky češtiny slovo department v češtině důsledně rozlišují od slova departement, které etymologicky sice znamená totéž, avšak označuje územní správní jednotky ve Francii a v bývalých francouzských a španělských koloniích. V české jazykové praxi jsou však oba výrazy často zaměňovány a rovněž v mnoha jiných jazycích splývají do jedné podoby.